# Paula Wimmer

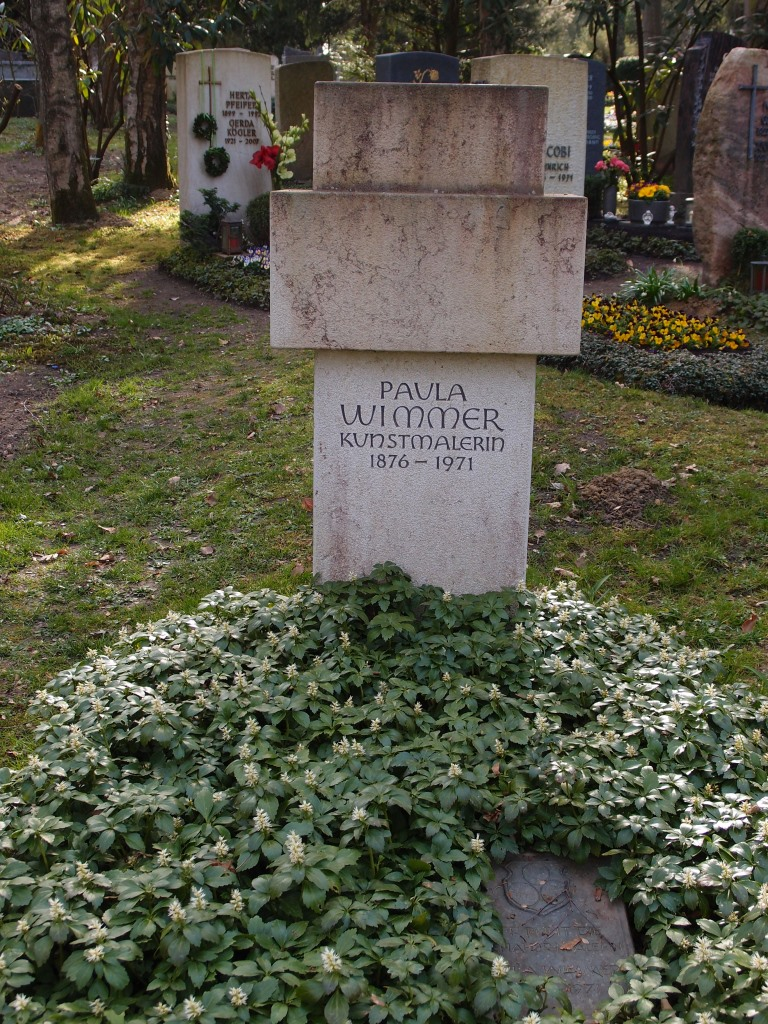
Grab von Paula Wimmer auf dem Waldfriedhof in Dachau.

Paula Wimmer (* 9. Januar 1876 in Solln, München; † 15. Juni 1971 in Dachau) war eine deutsche Malerin und Grafikerin des frühen Expressionismus.

## Biografie und künstlerisches Wirken
Paula Wimmer, Tochter eines bekannten Anwalts, wurde 1876 in Solln geboren. Nach dem Besuch der höheren Mädchenschule entschied sie sich, entsprechend ihrer sich schon sehr früh zeigenden Begabung zum Zeichnen und Malen, für eine künstlerische Ausbildung; zunächst bei Carl Johann Becker-Gundahl. Ihr Studium setzte sie in Florenz an der Academia und in Paris an der Académie Ranson fort sowie 1908 an der privaten Malschule von Max Feldbauer in Dachau und München, wo sie sich insbesondere des Aktzeichnens und der Freilichtmalerei widmete. Zusammen mit Max Feldbauer arbeitete sie in Griesbach/Niederbayern und begleitete ihn zu einer Studienreise in die Bretagne. Als ihr Lehrer nach Dresden berufen wurde, kehrte Paula Wimmer nach Dachau zurück, löste sich von der impressionistischen Malweise Max Feldbauers und fand ihren eigenständigen künstlerischen Ausdruck in einem experimentierenden Expressionismus. 
Die Künstlerin unternahm auch Studienreisen nach Venedig, Florenz, Rom und Paris. 1914 ging sie mit ihrer Mutter nach Berlin, wo sie zwei Jahre lebte und mit führenden Vertretern des Expressionismus zusammenkam, die sie stilistisch anregten. In dem bekannten Kunstkritiker Paul Westheim, welcher sich besonders für die damalige Avantgarde einsetzte, fand Paula Wimmer einen einflussreichen Gönner. Durch Paul Cassirer, Alfred Kubin und Fritz Gurlitt wurde sie ebenfalls, entgegen starker Widerstände, auf ihrem künstlerischen Weg unterstützt. In Berlin befreundete sich Paula Wimmer mit der deutsch-jüdischen Dichterin Else Lasker-Schüler.
Ab 1916 nahm sie ihren festen Wohnsitz in Dachau. Dort besuchte sie die private Malschule von Adolf Hölzel (1853–1934), der immer in den Sommermonaten mit einer großen Schülerschar aus Stuttgart nach Dachau kam, und gehörte neben Ida Kerkovius (1879–1970), Maria Langer-Schöller (1878–1969) und Elsa von Freytag-Loringhoven (1874–1927), um nur einige zu nennen, zu den sog. "Malweibern". Mit ihrer ehemaligen Mitschülerin Edith von Bonin war sie in deren Dachauer Zeit ebenfalls freundschaftlich verbunden. 1927 wurde sie Mitglied der Künstlervereinigung Dachau (KVD) und blieb dies bis an ihr Lebensende. Von 1922 bis 1969 nahm sie an den Ausstellungen der KVD teil. Außerdem war sie Mitglied der "Künstlergruppe Dachau" und der Münchner Neuen Secession. Ihre Landschaftsgemälde in leuchtendem Kolorit sorgten seinerzeit für Aufsehen. Mit großem Erfolg beschickte sie in den 1920er und 1930er Jahren Ausstellungen in München, Rom, Wien, Berlin, Paris, Stuttgart, Salzburg u. a. In Salzburg wurde ihr bereits 1918 die Silberne Staatsmedaille verliehen. In der Stadt an der Amper war die Malerin und Grafikerin auch an verschiedenen Stellen als Fresko-Malerin in der Dachauer St.-Jakobs-Kirche tätig. Paula Wimmers Erfolg endete mit dem Kunstdiktat der Nationalsozialisten, die ihre Werke als Entartete Kunst einstuften und einige davon vernichteten. Deshalb begann sie in einem naiven Stil mit unverfänglichen Bildthemen zu malen.
Nach dem Zweiten Weltkrieg waren ihre Werke auf den Ausstellungen im Haus der Kunst, München, vertreten. Unter den Dachauer Künstlern steht sie von ihrer Bedeutung her mit an erster Stelle. Ihre Bilder/Grafiken werden inzwischen hoch gehandelt. In ihrer Wahlheimat erinnert eine Straße sowie die "Paula-Wimmer-Stube" im Ludwig-Thoma-Haus an die Künstlerin. Viele ihrer Werke sind in der Gemäldegalerie Dachau zu besichtigen.
Hervorzuheben ist, dass Paula Wimmer mit Leidenschaft immer wieder Katzen zeichnete. Ebenso ihr immer wieder variiertes Thema von Pferden in der Zirkusmanege (davon zahlreiche expressionistische Holzschnitte).

## Ausgewählte Werke
- Leonharditag in Tölz, Öl/Leinwand (140 × 49 cm)
- Zirkus, Radierung (13 × 9 cm)
- Elefanten in der Manege, Holzschnitt (17 × 27 cm)
- Moosschwaige, Öl/Leinwand (73 × 105 cm)
- Dachauer Landschaft, Öl/Leinwand (28,5 × 42,5 cm)
- Dachauer Künstlermaskenball, Öl/Leinwand (80 × 64 cm)
- Selbstbildnis, Pastell (54 × 44 cm)
- Frühlingsblumen, Tempera (22 × 28,5 cm)
- Dachauer Kinder, Öl/Leinwand (70 × 70 cm)
- Winterfreuden, Öl/Pappe (72 × 102 cm)
- Laubengang im Dachauer Hofgarten, Öl/Leinwand (52 × 41 cm)
- Blühender Sommer, Öl/Leinwand (53 × 106 cm)
- Hochsommerfreuden, Öl/Leinwand (75 × 105 cm)
- Die steinerne Brücke in Regensburg, Öl/Pappe (36 × 75 cm)
- Paris, Öl/Leinwand (37,5 × 48 cm)
- Blumenstrauss, Öl/Leinwand (57 × 51 cm)
- Kauernde Katze, Bronze
- Schlafende Katze, Kreide (40 × 60 cm)
- Schloss Neuhaus am Inn, Tempera (60 × 40 cm)